# Rue Pierre-Paul-Riquet
Pour les articles homonymes, voir Rue Riquet.
La rue Pierre-Paul-Riquet (en occitan : carrièra Pèire Pau Riquet) est une voie de Toulouse, chef-lieu de la région Occitanie, dans le Midi de la France.

## Situation et accès

### Description
La rue Pierre-Paul-Riquet est une voie publique. Elle traverse les quartiers Saint-Aubin et Dupuy.
Elle est, avec 995 mètres, l'une des plus longues rues de Toulouse.
Entre la place Dominique-Martin-Dupuy et la rue Charles-Camichel, la première partie de la rue Pierre-Paul-Riquet est longue de 290 mètres, mais n'est large que de 8 mètres, voire 6 mètres dans sa partie la plus étroite, près de la place Dominique-Martin-Dupuy. Elle compte une chaussée à une voie de circulation automobile à sens unique. Elle est définie comme une zone de rencontre et la vitesse y est limitée à 20 km/h, mais aussi comme une vélorue.
Entre la rue Charles-Camichel et le côté sud du boulevard Jules-Michelet, la rue Pierre-Paul-Riquet s'élargit progressivement. Elle forme ensuite, au pied de l'église Saint-Aubin et entre les deux sections du boulevard Jules-Michelet, un large parvis, la place Saint-Aubin. Entre le côté nord du boulevard Jules-Michelet et la rue de la Colombette, la largeur de la rue se réduit. Dans cette partie, la rue compte une chaussée à deux voies de circulation automobile. Elle reste cependant définie comme une zone de rencontre et une vélorue.
Enfin, dans sa dernière partie, entre la rue de la Colombette et les allées Jean-Jaurès, la rue Pierre-Paul-Riquet est d'une largeur de 10 mètres. Elle compte une chaussée à une seule voie de circulation automobile à sens unique. Elle est définie comme une zone 30 et la vitesse y est limitée à 30 km/h. Il existe une bande cyclable pour les vélos circulant à contre-sens.

### Voies rencontrées
Le rue Pierre-Paul-Riquet rencontre les voies suivantes, du sud au nord (« g » indique que la rue se situe à gauche, « d » à droite) :
1. Place Dominique-Martin-Dupuy
2. Rue Jean-Idrac (g)
3. Rue de l'Étoile
4. Rue Caraman (g)
5. Rue Sylvain-Dauriac (d)
6. Rue d'Aubuisson (g)
7. Rue Charles-Camichel (d)
8. Boulevard Jules-Michelet (d)
9. Place Saint-Aubin (d)
10. Impasse Saint-Aubin (g)
11. Boulevard Jules-Michelet (d)
12. Rue Pierre-Maury (g)
13. Rond-point des Refuzniks (g)
14. Rue de la Colombette
15. Rue Gabriel-Péri (g)
16. Rue Saint-Ferréol (d)
17. Rue des Sept-Troubadours
18. Allées Jean-Jaurès

### Transports
La rue Pierre-Paul-Riquet n'est pas directement desservie par les transports en commun Tisséo. Elle débouche cependant, dans sa première partie, sur la place Dominique-Martin-Dupuy, où se trouvent les arrêts des lignes de Linéo L1L8. Elle est également parallèle au boulevard Lazare-Carnot, où se trouve la station François-Verdier, sur la ligne de métro , mais aussi les arrêts des lignes de Linéo L1L8L9L14. À l'est, le long des boulevards du Professeur-Léopold-Escande et Pierre-Paul-Riquet se trouvent les arrêts des lignes de bus 2327. Enfin, en débouchant au nord sur les allées Jean-Jaurès, la rue Pierre-Paul-Riquet est desservie par les lignes de Linéo L8L14 et de bus 152327, mais se trouve aussi à proximité immédiate du boulevard de Marengo, où débouche la station du même nom, sur la ligne de métro .
Il existe plusieurs stations de vélos en libre-service VélôToulouse le long de la rue Pierre-Paul-Riquet ou des rues les plus proches : les stations no 39 (9 place de Damloup), no 40 (41 rue de la Colombette), no 41 (1 rue Charles-Camichel), no 43 (14 place Dominique-Martin-Dupuy), no 62 (81 allées Jean-Jaurès), no 63 (54 rue des Sept-Troubadours) et no 64 (30 rue Gabriel-Péri).

## Odonymie

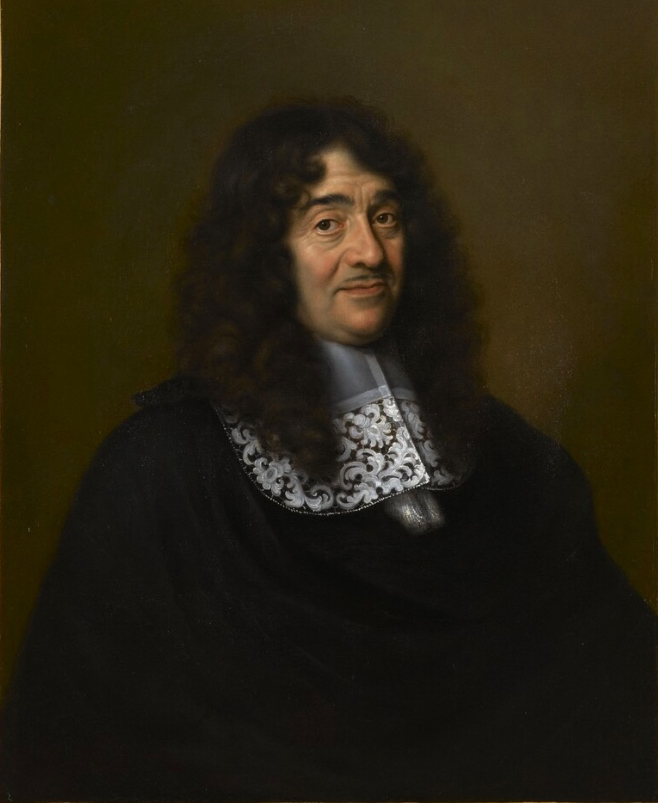
Portrait anonyme de Pierre-Paul Riquet (XVIIe siècle).

La rue porte ce nom en hommage à Pierre-Paul Riquet, baron de Bonrepos, ingénieur français qui a permis la réalisation du canal du Midi entre la Garonne et la mer Méditerranée. Il a également donné son nom à une place, au carrefour de la rue des Sept-Troubadours, à un boulevard qui, parallèle à la rue, longe le canal, et au pont qui, dans le prolongement des allées Jean-Jaurès, franchit le même canal.
Jusqu'au XIXe siècle, il n'existait qu'une voie plus courte, qui allait de la place Saint-Sauveur (actuelle place Dominique-Martin-Dupuy) au cimetière du même nom (emplacement de l'actuelle église Saint-Aubin), qui avait été établi au XVIIIe siècle hors des murs de la ville pour desservir les paroisses de la ville. C'est la raison pour laquelle elle était désignée à cette époque comme la rue des Cimetières. Ce n'était par le passé qu'un simple chemin connu comme le chemin de Mange-Pommes : cette appellation champêtre rappelle probablement la présence de vergers. En 1794, pendant la Révolution française, la rue des Cimetières fut renommée rue de la Tempérance, mais ce nom ne subsista pas. Ce n'est qu'en 1870 que le nom de Riquet fut attribué à la rue, prolongée jusqu'aux allées Lafayette (actuelles allées Jean-Jaurès).

## Patrimoine et lieux d'intérêt

### Poste Saint-Aubin

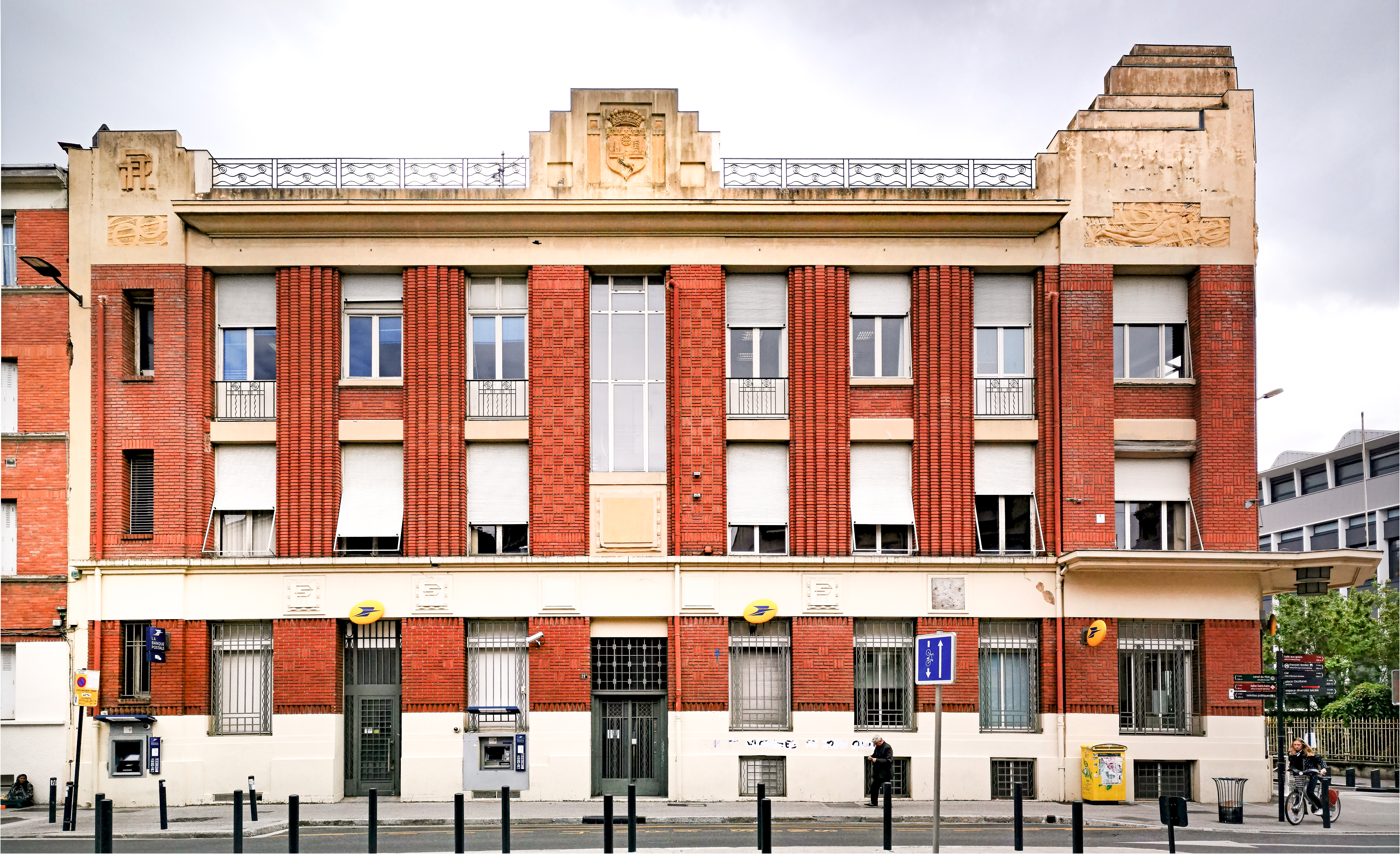
no 28 bis : la façade de la poste Saint-Aubin.

no  28 bis :  Patrimoine XXe siècle (2017). 
La poste Saint-Aubin est construite en 1929 sur les plans de Léon Jaussely, architecte en chef du gouvernement et de l'administration des postes et télégrammes. Il abrite le bureau de poste du quartier, mais aussi la direction régionale. Entre 1930 et 1933, l'édifice est prolongé par l'architecte Joseph Bukiet, associé de Léon Jaussely, le long de la rue Charles-Camichel jusqu'au boulevard du Professeur-Léopold-Escande, afin d'accueillir un centre des chèques postaux et le centre d'amplification des lignes à grande distance. 
Le bâtiment possède une ossature en béton armé, dissimulée dans les murs des façades. Il s'élève sur trois niveaux : un rez-de-chaussée et deux étages. La façade sur la rue Pierre-Paul-Riquet compte sept travées. La dernière travée et la travée d'angle sont traitées avec une certaine monumentalité. Au rez-de-chaussée s'inscrit l'entrée du bâtiment, couverte par un auvent en béton. Au sommet, l'élévation est couronnée par un fronton à ressaut, sculpté de bas-reliefs,.

### Établissements d'enseignement
- no  28 : ENSEEIHT. 
Dans la première moitié du XIXe siècle, les Frères des écoles chrétiennes fondent le pensionnat Saint-Joseph[6]. Ils sont expulsés en 1904 par la loi Combes qui interdit l'enseignement congréganiste. Plusieurs bâtiments ont été construits entre le début du XXe siècle et le début du XXIe siècle, suivant le développement de l'Institut électro-technique (IET), devenu l'École nationale supérieure d'électrotechnique, d'électronique, d'informatique, d'hydraulique et des télécommunications (ENSEEIHT)[7],[8].

- no  41 bis : école maternelle privée Saint-Aubin. 
En 1894, une école privée catholique pour filles est construite pour le compte de M. Larrieu. Au cours du XXe siècle, les bâtiments sont affectés à divers établissements d'enseignement privés : un collège d'enseignement général de filles en 1965, puis une école maternelle en 1988. L'établissement s'organise autour de différents bâtiments disposés sur une parcelle à l'angle de l'impasse Saint-Aubin, face à l'église du même nom. Le bâtiment donnant sur la rue Pierre-Paul-Riquet comporte un sous-sol semi-enterré et un rez-de-chaussée surélevé surmonté par un attique. L'élévation se développe sur six travées éclairées par de larges fenêtres rectangulaires. Au rez-de-chaussée, elles sont surmontées d'un linteau en bois[9].

### Patrimoine industriel
- no  39-41 : immeuble.
- no  87 : usine de confection, puis de chaussures.
- no  93 : usine de sellerie.

### Immeubles
- no  17 : immeuble (1936).
- no  17 bis : immeuble (1938).

- no  24 : caisse primaire d'assurance maladie (CPAM) de la Haute-Garonne. 
Au XIXe siècle, la parcelle comprise entre le boulevard du Professeur-Léopold-Escande, la rue Sylvain-Dauriac, la rue Pierre-Paul-Riquet et la rue de l'Étoile est occupée par les Frères des écoles chrétiennes qui y installent le pensionnat Saint-Joseph. En 1966, la parcelle est dévolue à l'Union immobilière des organismes de sécurité sociale, qui y fait construire, par les architectes toulousains Jean Barbut et André Boudes un immeuble qui doit accueillir les services de la Caisse primaire d'assurance maladie (CPAM) et de la Caisse d'allocations familiales (CAF) du département de la Haute-Garonne. L'immeuble est construit en plusieurs tranches entre 1966 et 1976. La façade s'élève sur onze étages. La verticalité est soulignée par les éléments en saillie de part et d'autre des fenêtres, formant des pilastres colossaux[10]. Il fait l'objet d'une restructuration menée par l'atelier Triptyque entre 2020 et 2024.

- no  37 : immeuble.

- no  76 : centre sportif Léo-Lagrange. 
Le centre sportif Léo-Lagrange est construit entre 1964 et 1970 par l'architecte Pierre Glénat, sur une large parcelle entre la rue Pierre-Paul-Riquet, à l'ouest, le boulevard du même nom à l'est (actuel no 39) et la rue des Sept-Troubadours au nord (actuel no 54). Il est représentatif du succès du mouvement moderne à Toulouse et particulièrement du courant brutaliste, en réduisant la part du décor et en utilisant le ciment en couverture, mais en travaillant sur les formes architectoniques de l'édifice. Il se compose de plusieurs corps de bâtiments de hauteur différente[11]. 
Entre 2018 et 2019, le centre sportif est profondément rénové. Les travaux permettent de dégager une surface de 4510 m². L'espace se partage entre une piscine, une des plus fréquentées de la ville[12], une salle omnisports, une salle de gymnastique utilisée par le Roller derby de Toulouse, des salles d'entraînements des équipes de hand-ball et de volley-ball, des salles de boxe anglaise et française, une salle de danse et une salle de lutte[13].

- no  97-99 : résidence le Pré Catelan.